# Honkasaaret (ö i Birkaland)
Honkasaaret är en ö i Finland. Den ligger i sjön Tervajärvi och i kommunen Lembois i den ekonomiska regionen Tammerfors och landskapet Birkaland, i den södra delen av landet, 150 km norr om huvudstaden Helsingfors. Öns area är 0,9 hektar och dess största längd är 190 meter i öst-västlig riktning.  Notera att namnet antyder att det är fråga om flera öar.